# Михайленко, Николай Николаевич
Никола́й Никола́евич Михайле́нко  (укр. Микола Миколайович Михайленко; род. 22 мая 2001, Варва, Черниговская область) — украинский футболист, полузащитник киевского «Динамо» и сборной Украины.

## Клубная карьера
Николай родом из поселка Варва Черниговской области. Начинал заниматься футболом в ДЮФШ «Европа» (Прилуки). В 2013 приехал в Киев, где сначала тренировался в ДЮСШ «Победитель», а в следующем году оказался в академии «Динамо», с которой играл на первенство ДЮФЛУ. С 2018 года играл за юношескую команду. Одно время был капитаном команды «Динамо» U-19, в составе которой завоевывал юношеское чемпионство Украины и выступал в Юношеской лиге УЕФА. С 2020 играл в молодёжной команде. В дебютном матче в молодёжном чемпионате Украины, состоявшемся 20 августа 2020 года, отличился голом в ворота «Олимпика» (9:0).
Перед сезоном 2021/22 на правах аренды перешел в одесский «Черноморец». 25 июля 2021 года дебютировал в украинской Премьер-лиге в матче против «Десны». 16 августа 2021 в матче 4-го тура чемпионата Украины против «Мариуполя» забил свой первый гол в УПЛ.

## Карьера в сборной
В ноябре 2018 года провёл два товарищеских матча за юношескую сборную Украины U-18 против сверстников из Дании (2:1, 1:0), забив в этих матчах по голу.
17 ноября 2020 дебютировал за молодежную сборную Украины в игре отбора на молодежное Евро-2021 против Северной Ирландии (3:0), заменив на 90 минуте Егора Ярмолюка.

## Достижения
«Динамо» (Киев)
- Чемпион Украины: 2024/25

Сборная Украины
- Победитель турнира в Тулоне: 2024